# Podocapsa diffusa
Podocapsa diffusa är en svampart som beskrevs av Tiegh. 1887. Podocapsa diffusa ingår i släktet Podocapsa, divisionen sporsäcksvampar och riket svampar.   Inga underarter finns listade i Catalogue of Life.